# Some Hearts
| Оценки критиков      | Оценки критиков |
| Источник             | Оценка          |
| -------------------- | --------------- |
| AllMusic             | [ 1 ]           |
| Digital Spy          | [ 2 ]           |
| Entertainment Weekly | C               |
| Robert Christgau     | [ 4 ]           |
| Slant Magazine       | [ 5 ]           |
| Stylus Magazine      | B               |
| USA Today            | [ 7 ]           |

Some Hearts — дебютный студийный альбом американской кантри-певицы Кэрри Андервуд, выпущенный 15 ноября 2005 года на лейблах Arista Nashville и 19 Recordings. Продюсерами диска стали Данн Хафф и Марк Брайт. Диск сразу возглавил американский кантри-чарт. В итоге альбом стал лучшим диском 2006 года в США и получил девятикратный платиновый статус RIAA, а сама Кэрри получила несколько премий «Грэмми».
В ноябре 2015 года журнал Billboard включил альбом Some Hearts в список 200 лучших альбомов всех времён в США (№ 22 в Greatest of All Time: Billboard 200 Albums, в период с 1963 по октябрь 2015).

## История
Альбом вышел 15 ноября 2005 года на лейбле Arista Nashville. В первую же неделю релиза диск занял второе место в хит-параде США Billboard 200 и № 1 в кантри-чарте Top Country Albums с тиражом в 315 000 копий в США.
Три сингла с альбома возглавляли список лучших кантри-песен: «Jesus, Take the Wheel» (релиз 3 октября 2005), «Before He Cheats» (19 августа 2006) и «Wasted».
К июлю 2014 года продажи альбома достигли 7 393 000 копий в США.
Альбом стал самым продаваемым диском среди всех кантри-альбомов в США два года подряд (в 2006 и 2007 годах), сделав Андервуд первой женщиной в истории Billboard с таким достижением в Top Country Albums. Кроме того, альбом стал бестселлером три года подряд (2005, 2006 и 2007) среди женщин в стиле кантри.
Some Hearts стал самым быстро продаваемом дебютным кантри-альбомом в эру SoundScan (с 1991), самым продаваемым дебютным альбомом женщины за всю историю жанра кантри, самым продаваемым кантри-альбомом за последние 10 лет и самым продаваемым альбомом участника конкурса American Idol.
В 2009 году диск Some Hearts был включён в список ста самых продаваемых альбомов всех времён (100 Best Selling Albums of All Time) ассоциации RIAA.
Альбом получил в целом положительные, как умеренные, так и смешанные отзывы музыкальных критиков и интернет-изданий, например от таких, как AllMusic, USA Today, Slant Magazine, Digital Spy. Some Hearts выиграл награду «Альбом года» (Album of the Year at the 2007) от имени Academy of Country Music Awards, в то время как песни «Jesus, Take the Wheel» и «Before He Cheats» стали синглами года (Single of the Year) на церемонии 2006 Academy of Country Music Awards и 2007 Country Music Association Awards, соответственно. На 49-й церемонии «Грэмми» в 2007 году Андервуд получила 2 премии «Грэмми» в категориях «Лучшему новому исполнителю» и «Лучшее женское кантри-исполнение с вокалом» за «Jesus, Take the Wheel», которая также получила «Грэмми» в категории «Лучшая кантри-песня» для их авторов, и ещё номинировалась на «Лучшую песню года». В следующем году, на 50-й церемонии «Грэмми», Андервуд выиграла ещё одну «Грэмми» в категории Grammy for Best Female Country Vocal Performance за песню «Before He Cheats». Она также получила «Грэмми» как Best Country Song для авторов и номинировалась на «Лучшую песню года».

## Список композиций
| №                   | Название                          | Автор(ы)                                      | Длительность |
| ------------------- | --------------------------------- | --------------------------------------------- | ------------ |
| 1.                  | «Wasted»                          | Troy Verges, Marv Green, Hillary Lindsey      | 4:34         |
| 2.                  | «Don't Forget to Remember Me»     | Morgane Hayes, Kelley Lovelace, Ashley Gorley | 4:00         |
| 3.                  | «Some Hearts»                     | Diane Warren                                  | 3:48         |
| 4.                  | «Jesus, Take the Wheel»           | Brett James, Lindsey, Gordie Sampson          | 3:46         |
| 5.                  | «The Night Before (Life Goes On)» | Wendell Mobley, Neil Thrasher, Jimmy Olander  | 3:54         |
| 6.                  | «Lessons Learned»                 | Warren                                        | 4:09         |
| 7.                  | «Before He Cheats»                | Chris Tompkins, Josh Kear                     | 3:19         |
| 8.                  | «Starts with Goodbye»             | Angelo Petraglia, Lindsey                     | 4:06         |
| 9.                  | «I Just Can't Live a Lie»         | Steve Robson, Wayne Hector                    | 3:59         |
| 10.                 | «We're Young and Beautiful»       | Rivers Rutherford, Steve McEwan               | 3:53         |
| 11.                 | «That's Where It Is»              | Melissa Peirce, Robson, Greg Becker           | 3:35         |
| 12.                 | «Whenever You Remember»           | Warren                                        | 3:47         |
| 13.                 | «I Ain't in Checotah Anymore»     | Carrie Underwood, Trey Bruce, Petraglia       | 3:21         |
| Общая длительность: | Общая длительность:               | Общая длительность:                           | 53:48        |

| №   | Название             | Автор(ы)                                      | Длительность |
| --- | -------------------- | --------------------------------------------- | ------------ |
| 14. | «Inside Your Heaven» | Andreas Carlsson, Pelle Nyhlén, Savan Kotecha | 3:45         |

## Участники записи
Источник
- Том Буковац — электрогитара
- Лиза Кохран — бэк-вокал
- Перри Колеман — бэк-вокал
- Дж. Т. Корнфлос — электрогитара
- Эрик Даркен — перкуссия
- Пол Франклин — гитара
- Морган Хейес — бэк-вокал
- Вес Хайтауэр — бэк-вокал
- Марк Хилл — бас-гитара
- Данн Хафф — электрогитара
- Сербан Генеа — микширование
- Майк Джонсон — гитара
- Чарли Юдж — клавишные
- Хиллари Линдси — бэк-вокал
- Крис МасХью — ударные
- Стив Натан — клавишные
- Мэтт Роллингс — фортепиано
- Джимми Ли Слоас — бас-гитара
- Адам Стиффи — мандолина
- Бриан Саттон — акустическая гитара
- Нейл Трашер — бэк-вокал
- Джим Ван Клив — скрипка
- Бифф Уотсон — акустическая гитара
- Лонни Уилсон — ударные
- Джонатан Юдкин — скрипка, добро, мандолина, банджо, скрипка, виолончель и др.

## Награды
| Награда                              | Категория                                     | Результат |
| ------------------------------------ | --------------------------------------------- | --------- |
| 41st Academy of Country Music Awards | Album of the Year                             | Победа    |
| 2006 Billboard Music Awards          | Album of the Year                             | Победа    |
| 2006 Billboard Music Awards          | Country Album of the Year                     | Победа    |
| 2006 Billboard Music Awards          | Female Billboard 200 Album Artist of the Year | Победа    |
| 2007 American Music Awards           | Favorite Country Album                        | Победа    |
| 2007 Billboard Music Awards          | Country Album of the Year                     | Победа    |
| 2010 Billboard Music Awards          | Country Album of the Decade                   | Победа    |

## Чарты
| Чарт (2005—2007)                           | Высшая позиция |
| ------------------------------------------ | -------------- |
| Австралия (ARIA)                           | 130            |
| Канада (Canadian Albums Chart)             | 11             |
| Канада (Country Albums, Nielsen SoundScan) | 1              |
| Великобритания (UK Country Albums Chart)   | 1              |
| США (Billboard 200)                        | 2              |
| США (Billboard Top Country Albums)         | 1              |

| Регион                                                      | Сертификация  | Продажи   |
| ----------------------------------------------------------- | ------------- | --------- |
| Австралия (ARIA)                                            | Золотой       | 35 000^   |
| Канада (Music Canada)                                       | 3× Платиновый | 300 000^  |
| США (RIAA)                                                  | 9× Платиновый | 7,450,000 |
| ^ Данные о тиражах приведены только на основе сертификации. |               |           |

| Чарт (2005)                                               | Позиция |
| --------------------------------------------------------- | ------- |
| Шаблон:Registration required Мир (Worldwide Albums, IFPI) | 37      |

| Чарт (2006)                        | Позиция |
| ---------------------------------- | ------- |
| США (Billboard 200)                | 1       |
| США (Billboard Top Country Albums) | 1       |

| Чарт (2007)                        | Позиция |
| ---------------------------------- | ------- |
| США (Billboard 200)                | 5       |
| США (Billboard Top Country Albums) | 1       |

| Чарт (2008)                        | Позиция |
| ---------------------------------- | ------- |
| США (Billboard 200)                | 89      |
| США (Billboard Top Country Albums) | 19      |

### Синглы
| Год  | Сингл                         | Высшая позиция | Высшая позиция | Высшая позиция | Высшая позиция | Высшая позиция | Сертификации                      |
| Год  | Сингл                         | US Country     | US             | US Pop         | US AC          | CAN            | Сертификации                      |
| ---- | ----------------------------- | -------------- | -------------- | -------------- | -------------- | -------------- | --------------------------------- |
| 2005 | «Jesus, Take the Wheel»       | 1              | 20             | 36             | 23             | —              | - US: 2× Platinum                 |
| 2005 | «Some Hearts»                 | —              | —              | —              | 12             | —              |                                   |
| 2006 | «Don't Forget to Remember Me» | 2              | 49             | 77             | —              | —              | - US: Gold                        |
| 2006 | «Before He Cheats»A           | 1              | 8              | 9              | 6              | 4              | - US: 4× Platinum - CAN: Platinum |
| 2007 | «Wasted»                      | 1              | 37             | 54             | —              | 35             | - US: Gold                        |

- A Хит «Before He Cheats» был 20 недель в чарте U.S. Hot Country Songs ещё до того, как стал рассматриваться в качестве сингла.